# Prati

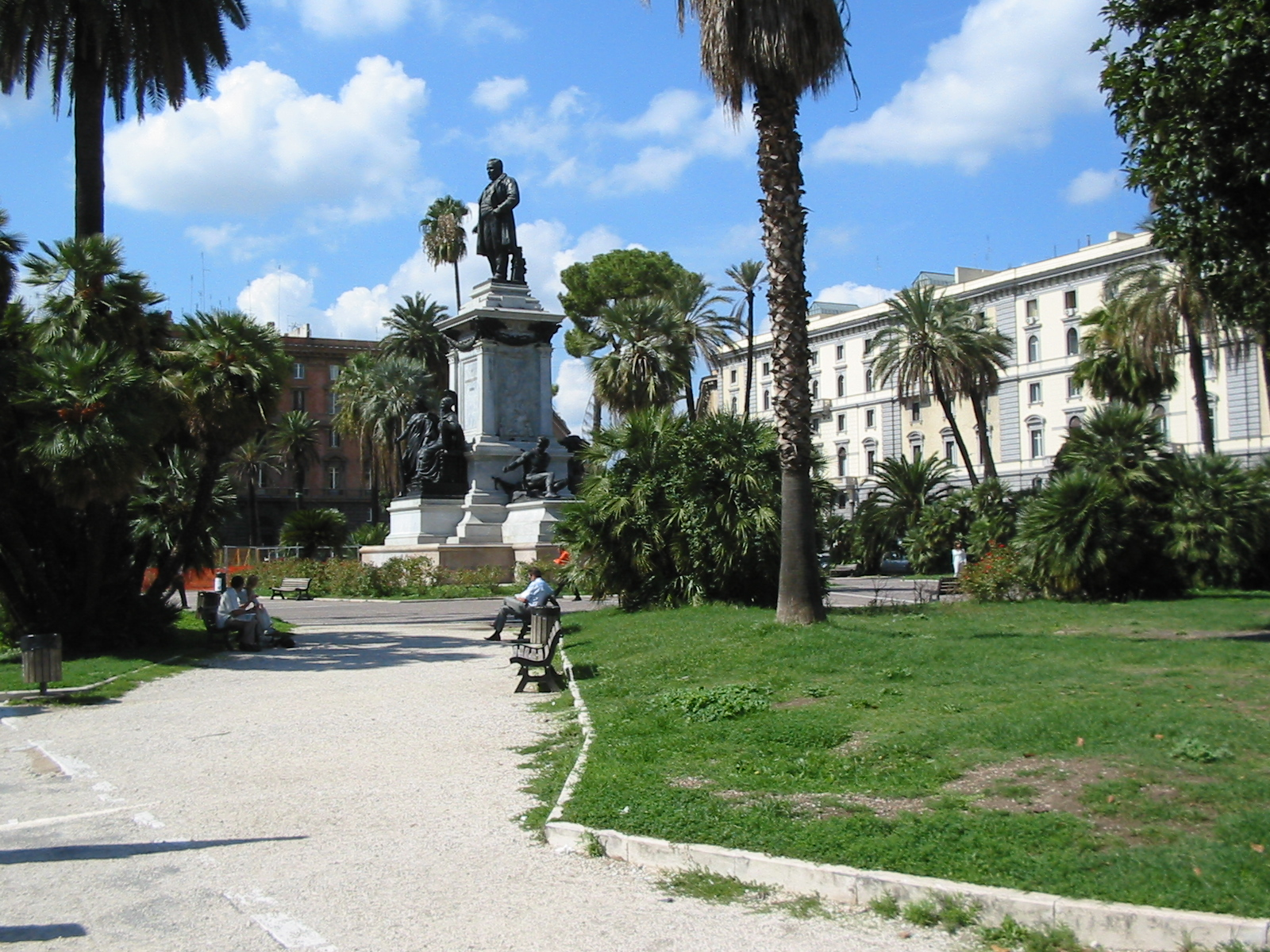
Piazza Cavour con el monumento a Cavour.

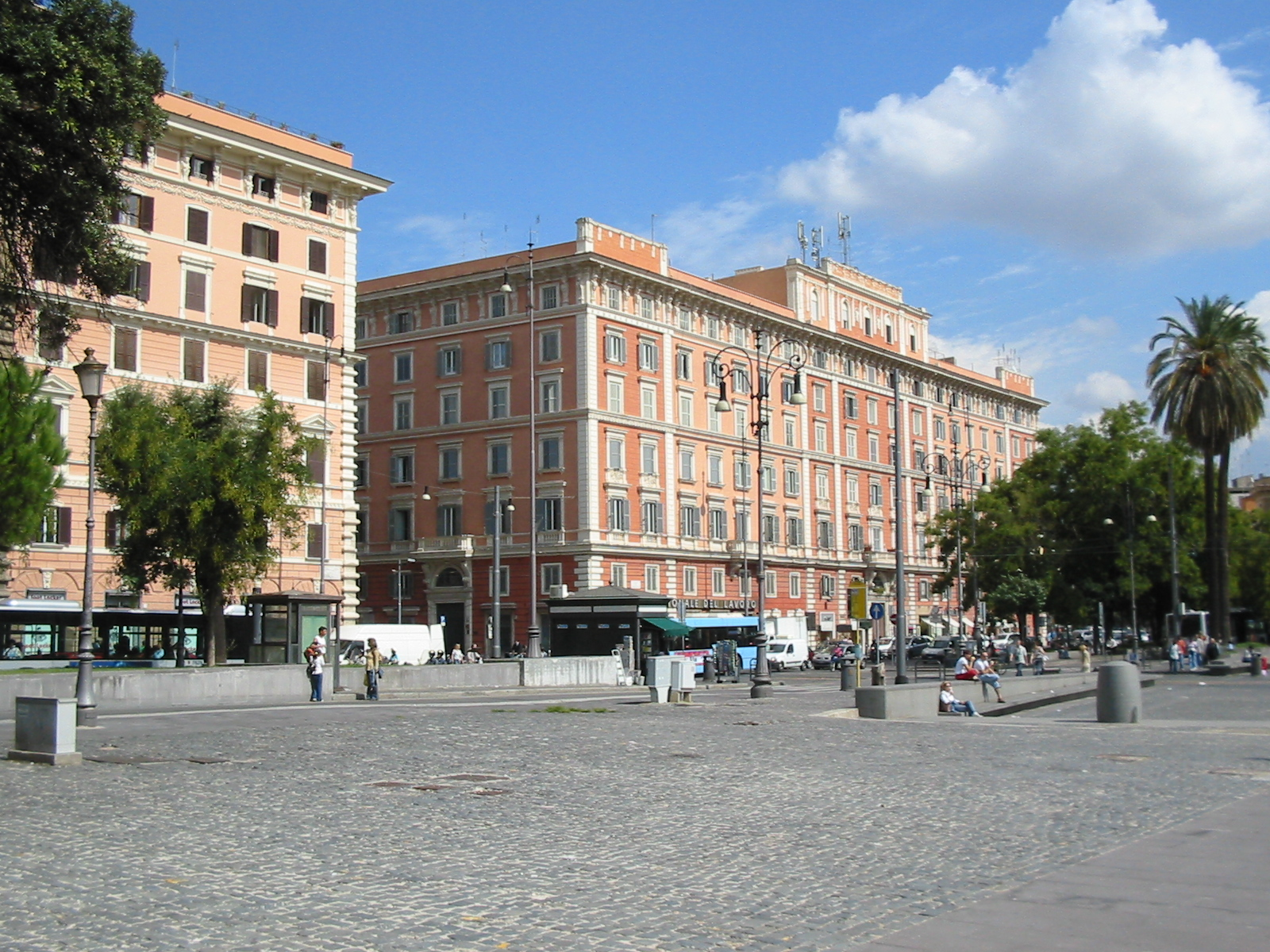
La Piazza del Risorgimento.

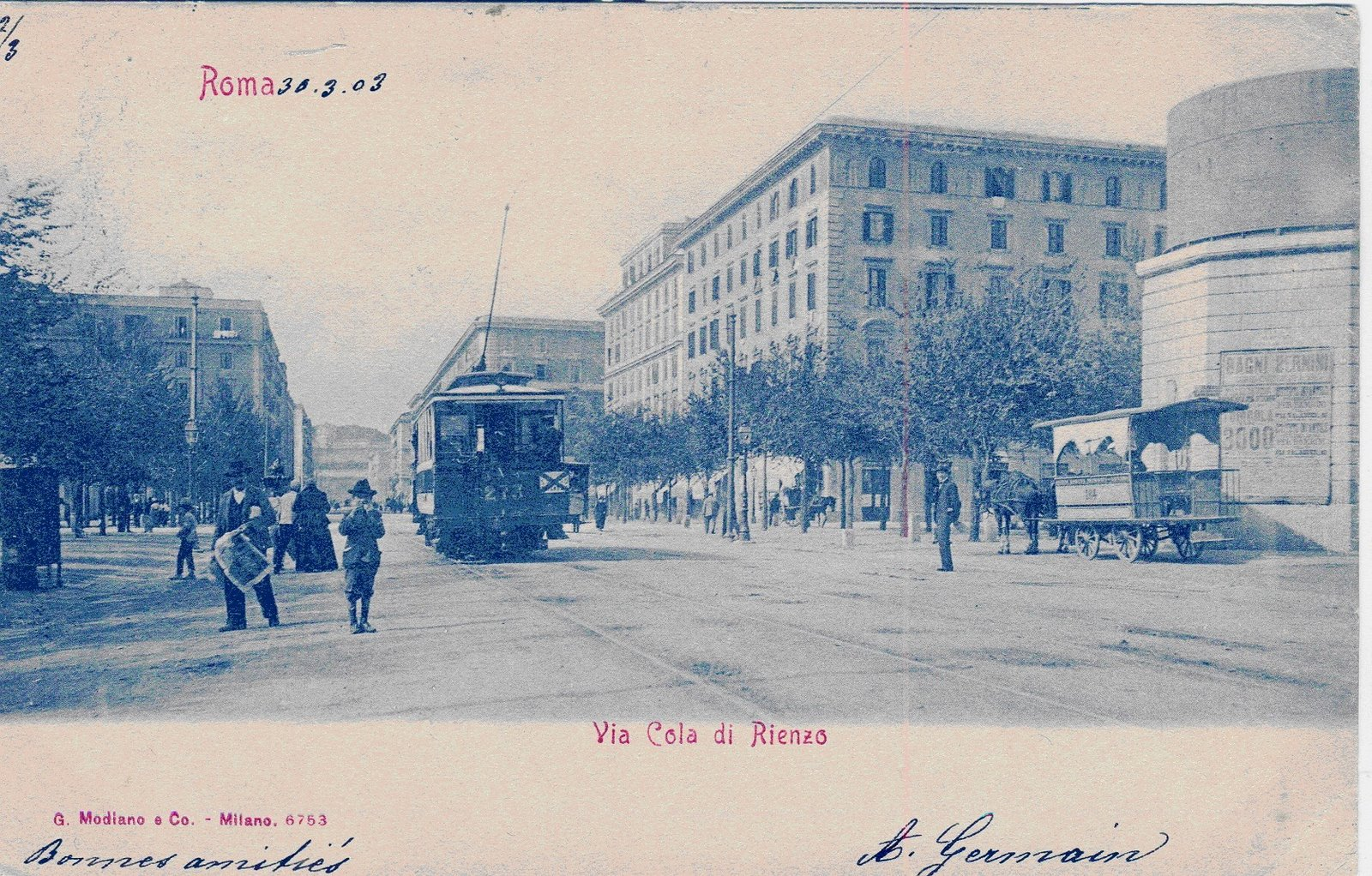
La Via Cola di Rienzo a finales del.

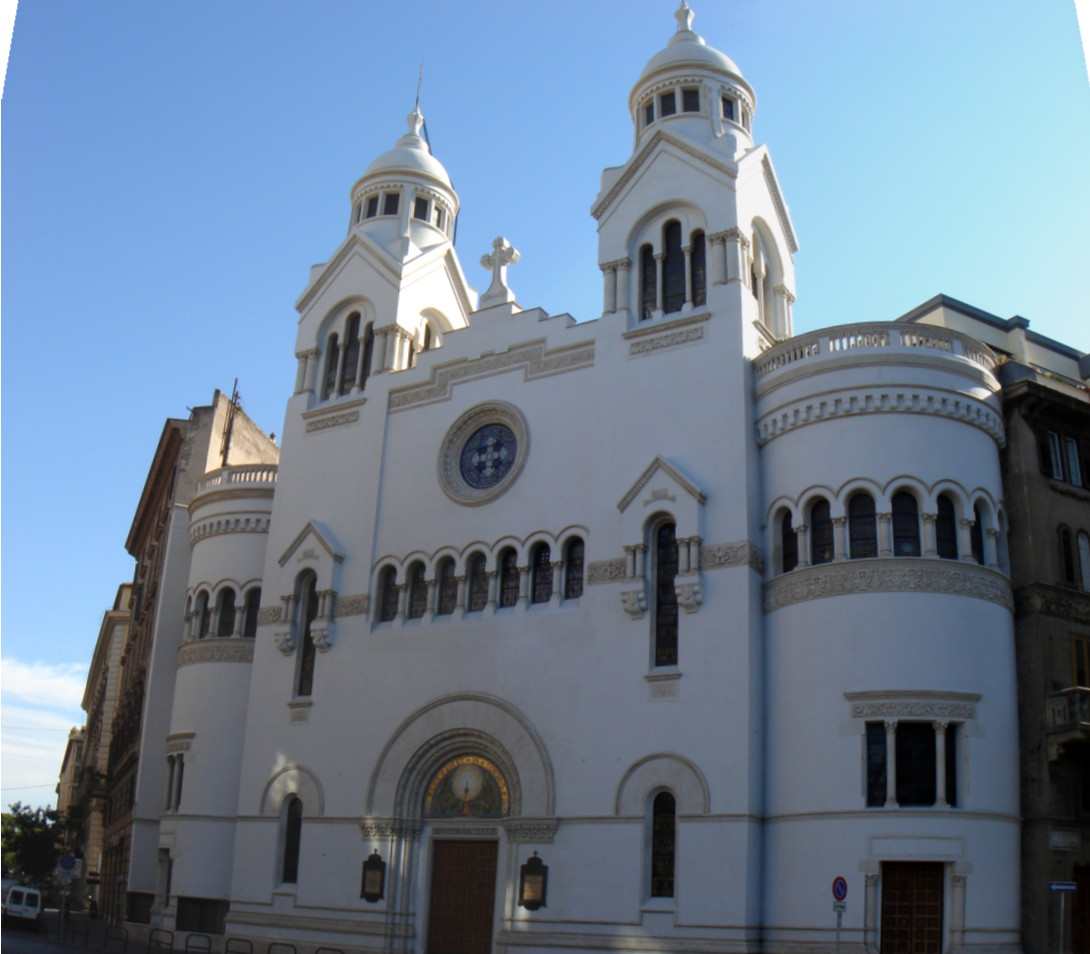
La chiesa valdese de Piazza Cavour.

Prati es el vigesimosegundo rione di Roma, indicado con R. XXII. El topónimo indica también la zona urbanística 17A del Municipio Roma I (antiguo Municipio Roma XVII), que tiene una población de 18 906 habitantes. Tras la reorganización de los municipios de Roma realizada en 2013, los rioni de Prati y Borgo se incluyeron en el Municipio I.

## Geografía física

### Territorio
Prati se encuentra en el lado derecho del Tíber, y, junto con el rione Borgo y los barrios Della Vittoria y Trionfale forma parte del I municipio de Roma.
El rione limita:
- al norte con el barrio Q. XV Della Vittoria (separado por el Viale delle Milizie, la Via Trionfale y el Ponte Giacomo Matteotti)
- al este con el barrio Q. I Flaminio (separado por el río Tíber, desde el Ponte Giacomo Matteotti hasta la Via Luisa di Savoia) y el rione R. IV Campo Marzio (separado por el río Tíber, desde la altura de la Via Luisa di Savoia hasta la Via Ulpiano)
- al sur con los rioni R. V Ponte (separado por el río Tíber, desde la Via Ulpiano hasta la Piazza Adriana) y R. XIV Borgo (separado por Piazza Adriana, Via Alberico II, Via Properzio, Piazza Amerco Capponi, Via Stefano Porcari y la Piazza del Risorgimento) y la Ciudad del Vaticano (separada por las Mura Vaticane, desde la Piazza del Risorgimento, Viale dei Bastioni di Michelangelo y Via Leone IV hasta el Viale Vaticano)
- al oeste con el barrio Q. XIV Trionfale (separado por la Via Leone IV hasta el Viale delle Milizie)

## Historia
En la época romana el territorio del actual rione Prati consistía en viñas y cañas que formaban parte de las propiedades de Domizia, esposa de Domiciano, de quien la zona recibió el nombre de Horti Domitii ("Huertos Domicianos") y posteriormente de Prata Neronis ("Prados de Nerón"). Durante la Edad Media la zona recibió el nombre de Prata Sancti Petri ("Prados de San Pedro") en referencia a la adyacente basílica.
Hasta 1883 era una amplia extensión de campos de cultivo, prados naturales, pastos y pantanos salpicada, sobre todo en la zona de las laderas de Monte Mario, por algunas casas agrícolas y en el resto totalmente desierta, conocida como Pianella di Prati o Pianella d'Oltretevere, o todavía Prati di Castello (en referencia al Castillo de Sant'Angelo).
Tras 1883 se realizaron las primeras intervenciones de urbanización, en parte ya imaginadas bajo el gobierno pontificio. Inicialmente la zona correspondiente al actual Viale Mazzini se usó para ejercicios militares, de aquí el topónimo de Piazza d'Armi (posteriormente barrio de Vittorie).
Bajo el largo gobierno de Giolitti (1903-1921) y con la administración municipal de Roma, presidida por el alcalde Ernesto Nathan desde 1907 hasta 1914, se realizaron intervenciones administrativas y urbanísticas destinadas a afrontar los problemas que nacían del excepcional crecimiento de Roma. Nathan favoreció un crecimiento de la ciudad por barrios, unidades urbanas autosuficientes, separadas entre ellos por zonas verdes.
En 1873 bajo presiones de De Merode, propietario de grandes terrenos en la zona, el Municipio forma la comisión para la construcción del nuevo barrio; sin embargo, está fuera del plano regulador (1873, Viviani - Pianciani), y no aparecerá hasta el de 1883. La zona, periférica, siguió siendo marginal por la ausencia de infraestructuras de transporte. Será el propio De Merode quien construiría un puente de hierro a la altura del Porto di Ripetta, que estaría en funcionamiento hasta la inauguración del Ponte Umberto. El 20 de agosto de 1921 se constituyó el rione Prati, el último en orden cronológico de los rioni de Roma, nacido como barrio para acoger las estructuras administrativas del Reino de Italia y la zona residencial para los funcionarios del Estado.
El trazado de las calles se estudió de manera que ninguna tuviera como fondo la cúpula de la Basílica de San Pedro, debido a las tensas relaciones entre el nuevo Estado italiano y la Santa Sede en la época precedente a la firma de los Pactos de Letrán. Por este motivo para los nombres de las calles del nuevo rione se eligieron personajes históricos de la Roma republicana e imperial, líderes y literatos clásicos latinos y paganos, y héroes del Risorgimento, al que se dedicó la plaza principal. La calle principal del barrio se dedicó en 1911 al tribuno y senador romano Nicola Gabrini, hijo de Lorenzo, llamado Cola di Rienzo, un noble romano que en el siglo XIV intentó restablecer la república a Roma en contraste con el poder papal.
Durante las obras de construcción del rione se transportaron grandes cantidades de material de relleno para crear un desnivel que protegiera la zona de las inundaciones del Tíber, que previamente eran muy comunes, tanto que se consideraba a los prados una zona colchón que protegía el resto de la ciudad. Debido a la naturaleza arcillosa y de relleno del subsuelo, en la construcción de muchos edificios se necesitaron intensas obras de consolidación, como las necesarias durante y después de la construcción del Palazzo di Giustizia, para evitar que a causa de su enorme mole se derrumbara hacia el lecho del Tíber.
Todas las primeras manzanas se construyeron sobre el Lungotevere Mellini y en la Via Vittoria Colonna, pero inmediatamente detrás comenzaba el campo: en la Piazza Cavour había solo cinco edificios, y no había ningún edificio en la Via Cola di Rienzo, la principal calle de la zona; en las calles interiores entre Piazza Cavour y la Via Cola di Rienzo las construcciones eran todavía más escasas, tanto que había inicialmente tres casas en la Via Cicerone, dos en la Via Lucrezio Caro, tres en la Via Cesi, dos en la Via Tacito, y unas pocas más en la Via Plinio.
En 1898 se inauguró el Teatro Adriano en la Piazza Cavour, y entre 1888 y 1911 se construyó el majestuoso Palazzo di Giustizia, diseñado por el arquitecto Calderini e inspirado en la arquitectura neobarroca, apodado inmediatamente el palazzaccio. Entre el Viale delle Milizie y el Viale Giulio Cesare se construyeron, con los fondos de la ley de 1881, los cuarteles del Ejército y de los carabinieri. Entre estas y la Via Cola di Rienzo se construyeron inicialmente una decena de edificios de cinco plantas y otras tantas villas. Las construcciones se hicieron más densas en los años sucesivos, en la zona Trionfale, más allá de la Piazza Risorgimento.
En una segunda fase se construyeron Via Ottaviano, Via Barletta, Via Leone IV, Via Candia, Via Ostia y Via Famagosta; Piazza del Risorgimento, Via Vespasiano y Via Otranto se costruyeron aún más tarde.
La construcción del rione Prati se terminó en la primera mitad del siglo XX, aunque se hayan construido posteriormente algunos edificios más modernos a expensas de villas preexistentes. Muchos de los palacios, además, sufrieron con el paso del tiempo ampliaciones y elevaciones. El rione Prati se caracteriza hoy por calles amplias y regulares, en la línea de un urbanismo geométrico, elegantes palacios de estilo umbertino y villas de estilo Liberty.
Para el transporte de los materiales provenientes de las canteras de Grottarossa, a finales del siglo XIX se construyó un breve ferrocarril, llamado precisamente "de las canteras" que tenía término en Prati di Castello; construida sobre el trazado de esa línea, se inauguró en 1906 el tranvía Roma-Civita Castellana, suprimida en 1932 por la inauguración del ferrocarril Roma-Civitacastellana-Viterbo.

## Monumentos y lugares de interés

### Arquitectura civil
- Teatro Adriano
- Palacio de Justicia (sede de la Corte Suprema de Casación)
- Tribunale civile di Roma
- Caserme di esercito e carabinieri
- Museo storico dell'Arma dei carabinieri
- Villino Macchi di Cèllere

### Arquitectura religiosa

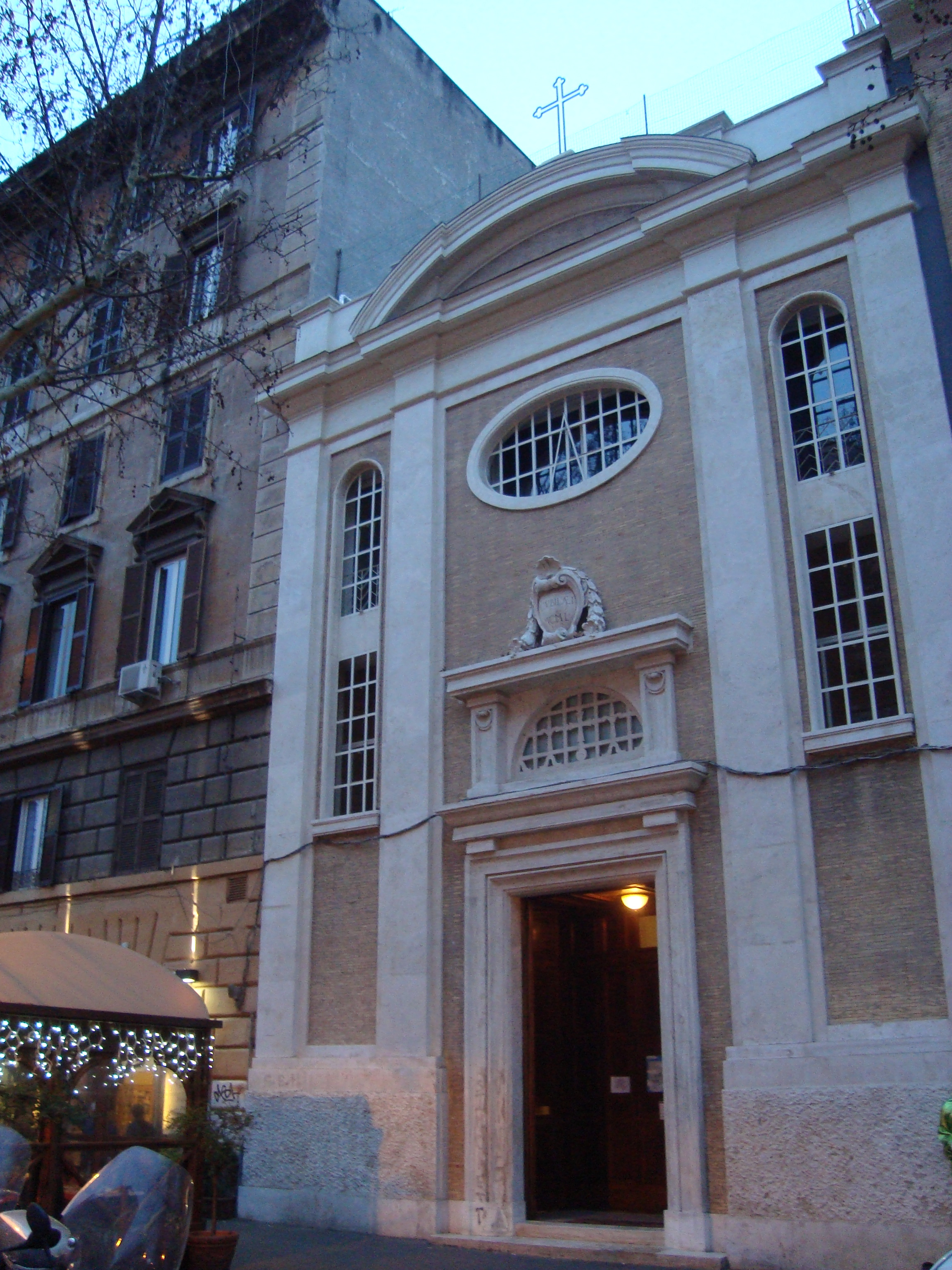
La cappella di Santa Maria Assunta, en Viale Giulio Cesare 116.

- Chiesa evangelica valdese in Prati, en la Piazza Cavour.
- Chiesa di San Gioacchino in Prati, en la Via Pompeo Magno.
- Iglesia del Sagrado Corazón del Sufragio, en el lungotevere Prati.
- Chiesa di Santa Maria del Rosario in Prati, en la Via degli Scipioni.
- Chiesa della Beata Vergine Maria del Carmine, en la Via Sforza Pallavicini.
- Chiesa di San Giuseppe Calasanzio in Prati, en la Via Pietro Cavallini.
- Chiesa cristiana avventista in Prati, en el lungotevere Michelangelo.
- Cappella di Santa Maria Assunta, del Istituto delle Suore di San Giovanni Battista, en el Viale Giulio Cesare.

### Otros
- Monumento a Cavour

## Cultura

### Escuelas
- Liceo ginnasio "Dante Alighieri"
- Scuola media statale "Dante Alighieri"
- IV Liceo artistico statale "Alessandro Caravillani"

### Museos
- Museo delle anime del Purgatorio
- Museo degli orrori di Dario Argento
- Museo storico dell'Arma dei carabinieri

## Geografía humana

### Urbanismo
En el territorio di Prati se extiende la homónima zona urbanística, numerada 17A.

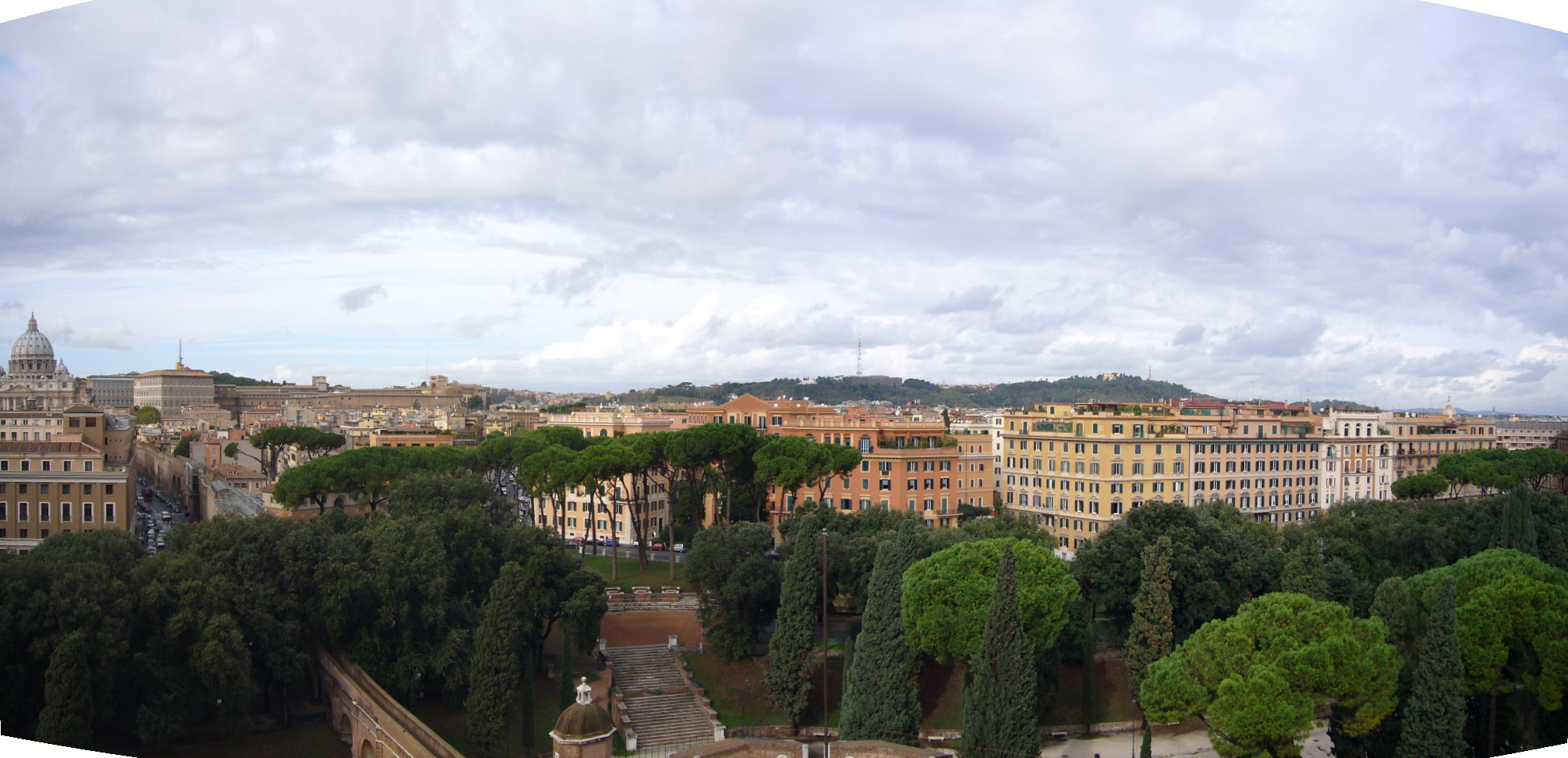
El rione Prati visto desde el Castillo.

Las calles principales del rione son la Via Cola di Rienzo, una de las calles comerciales más importantes de Roma, y la avenida recta que une Piazza Cavour y Piazza Mazzini (esta última en el barrio Della Vittoria): estas dos calles se cruzan en la Piazza Cola di Rienzo.
La primera comienza en la Piazza Risorgimento y llega al Tíber, su continuación ideal llega hasta la Piazza del Popolo; concentra la vida comercial del barrio, junto con la Via Ottaviano, la Via Pompeo Magno y el Viale Giulio Cesare.
Entre esta última y el Viale delle Milizie se encuentran los tres cuarteles del Ejército y los Carabinieri, y el Tribunal Civil de Roma, situado en otro cuartel, mientras en la Piazza Cavour está el ya citado Palazzo di Giustizia, sede de la Corte di Cassazione, pero llamado desde siempre por los romanos Palazzaccio.
La Via Crescenzio une la Piazza Cavour con la Piazza del Risorgimento.
Paralelos al Tíber discurren los lungoteveri Michelangelo y dei Mellini, y el rione está unido a la orilla izquierda por los puentes Pietro Nenni, Regina Margherita (1891), Cavour y Umberto I (1895).

### Odónimos
Antiguos romanos
- Attilio Regolo, Boezio, Cayo Mario, Cassiodoro, Catone, Catullo, Cicerón,
- Fabio Massimo, Germánico, Julio César, Gracchi, Lucrezio Caro, Horacio, Ottaviano,
- Ovidio, Plinio, Pompeo Magno, Properzio, Escipión, Silla,
- Tacito, Tibullo, Ulpiano, Varrone, Vespasiano, Virgilio

Plazas
- Piazza Cavour
- Piazza del Risorgimento
- Piazza Cola di Rienzo
- Piazza dei Quiriti
- Piazza della Libertà
- Piazza dell'Unità

## Infraestructura y transporte
La línea A del metro atraviesa el rione Prati durante un tramo largo, parando en las estaciones Lepanto (en el cruce del Viale Giulio Cesare con la Via Lepanto y la Via Colonna) y Ottaviano (en el cruce del Viale Giulio Cesare con la Via Ottaviano y la Via Barletta).